# 水木楊

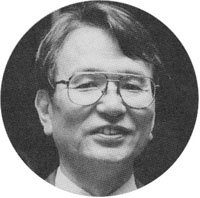
人事院総裁賞選考委員会委員として、人事院が公表した肖像写真

水木 楊（みずき よう、1937年10月30日 - 2021年8月29日）は、日本の作家。本名は市岡 揚一郎（いちおか よういちろう）。

## 来歴
中華人民共和国上海生まれ。終戦後兵庫県に在住、自由学園最高学部を卒業した。日本経済新聞社に入社、記者として活動し、ワシントン支局長、総編集次長、取締役等を歴任し、退社。作家として独立した。
2009年4月から2017年4月まで第8代学校法人自由学園理事長を務めた。
2021年8月29日、死去。83歳没。

## 作家として
戦後史、政治家・軍人、企業経営者などがテーマ。「田中角栄－その巨善と巨悪」は、発行部数10万部のベストセラーとなった。短編小説「青いあひる」は、自叙伝的な色彩が強い叙情的な作品である。

## 著書
- 『世界銀行と開発援助』市岡揚一郎 教育社入門新書 1978.11
- 『ケチの文化論 経済記者の見た日本とイギリス』市岡揚一郎 PHP研究所 1980.2
- 『ザ・デイX 日本が米国を追い越す日』市岡揚一郎 日本経済新聞社 1984.6
- 『アメリカ100年の旅 新・米欧回覧実記』市岡揚一郎 サイマル出版会 1985.7
- 『短現の研究 日本を動かす海軍エリート』市岡揚一郎 新潮社 1987.7
- 『1999年日本再占領』新潮社 1988.8、新潮文庫 1992
- 『ジールス国脱出記』新潮社 1990.1
- 『スモーキーマウンテンの黙示』日本経済新聞社 1990.11
- 『動乱はわが掌中にあり 情報将校明石元二郎の日露戦争』新潮社 1991.6、新潮文庫 1994
- 『思い邪なし 下村治と激動の昭和経済』講談社 1992.6
  - 『エコノミスト三国志 戦後経済を創った男たち』文春文庫 1999
- 『眠れない寓話』新潮社 1993.2
- 『破局 小説・金融崩壊』日本経済新聞社 1993.5
- 『2025年日本の死 近未来シミュレーション』文藝春秋 1994.2
- 『美しい国のスパイ』文藝春秋 1995.10
- 『愛は人類を滅ぼす 2050年・ヒューマニズムの終焉 未来小説』PHP研究所 1995.4
- 『拒税同盟』講談社 1996.11、日経ビジネス人文庫 2001
- 『二〇〇六年の叛乱』文藝春秋 1997.1
- 『パナマ運河奪還』新潮社 1997.10
- 『田中角栄－その巨善と巨悪』日本経済新聞社 1998.3、文春文庫 2001
- 『メキシコ灼熱』NTT出版 1999.2
- 『東京独立共和国』文藝春秋 1999.10
- 『2055年までの人類史』新潮社 1999.4
- 『砂城』ダイヤモンド社 2000.2
- 『爽やかなる熱情 電力王・松永安左エ門の生涯』日本経済新聞社 2000.12、日経ビジネス人文庫 2004
- 『日本発トップを切る科学者たち』チクマ秀版社 2001.1
- 『2003年の「痛み」 近未来シミュレーション小説』PHP研究所 2001.9
- 『脱所有社会の衝撃 時間革命が始まった!』PHP研究所 2002.1
- 『銀行連鎖倒産』講談社 2002.4
- 『イーグル・シューター』日本放送出版協会 2002.4
- 『「日本再生」の現場を行く』新潮社 2002.10
- 『難にありて人を切らず 快商・出光佐三の生涯』[4]PHP研究所 2003.9
  - 新編『出光佐三 反骨の言魂 日本人としての誇りを貫いた男の生涯』PHPビジネス新書 2012.12
- 井脇祐人共著『現代老後の基礎知識』新潮新書 2003.10
- 『人生後半戦のポートフォリオ 「時間貧乏」からの脱出』文春新書 2004.1
- 『東大法学部』新潮新書 2005.12
- 『青いあひる』文藝春秋 2005.2。作品6編
- 『誠心誠意、嘘をつく 自民党を生んだ男・三木武吉の生涯』日本経済新聞社 2005.7
- 『…が、無くなる日』日本電気協会新聞部 2006.12。近未来小説
- 『北京炎上』文藝春秋 2007.4、文春文庫 2008.11。近未来小説
- 『会社が消えた日』日本経済新聞出版社 2009.6
- 『謀略海峡』文藝春秋 2011.3。近未来小説
- 『「親と子年表」で始める老いの段取り』文春新書 2012.5